# Leader (britische Automarke)

Logo der britischen Automarke Leader

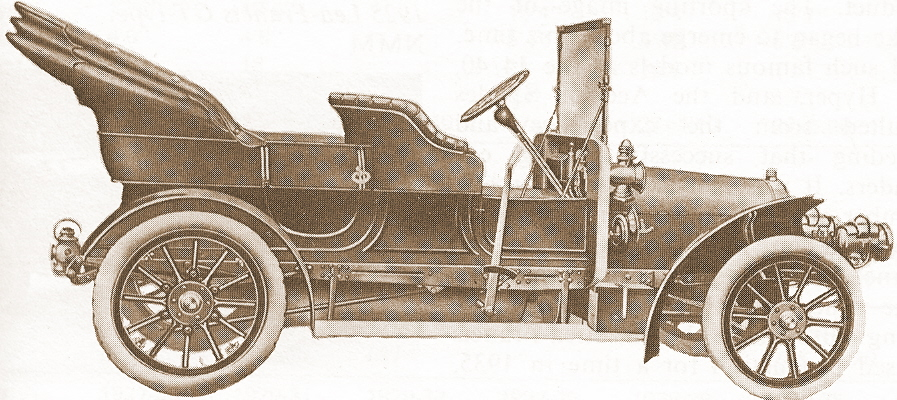
Leader 24/32 hp Tourenwagen (1907)

Leader war eine britische Automarke, die von der Charles Binks Ltd. in Apsley (Nottinghamshire) von 1905 bis 1907 gefertigt wurde. Ab 1906 wurden die Fahrzeuge von der New Leader Cars Limited hergestellt und als New Leader angeboten.
Der Leader war ein sehr konventionelles Automobil für die damalige Zeit. Das Motorenangebot umfasste sowohl einen Dreizylinder-Reihenmotor mit 1225 cm³ als auch V8- und Achtzylinderreihenmotoren mit bis zu 15.934 cm³ Hubraum. Die Mehrzahl der Modelle war aber mit mittelgroßen Vierzylinder-Reihenmotoren ausgestattet.
Keines der Modelle erreichte profitable Produktionszahlen. Binks baute in der Folge vor allen Dingen Vergaser, die eine Zeit lang bei verschiedenen britischen Automobilmarken, wie z. B. Rover, eingesetzt waren.

## Modelle
| Modell   | Bauzeitraum | Zylinder | Hubraum   | Radstand     |
| -------- | ----------- | -------- | --------- | ------------ |
| 8 hp     | 1905        | 4 Reihe  | 1615 cm³  | 1829 mm      |
| 16/20 hp | 1905        | 4 Reihe  | 3378 cm³  | 2362–2718 mm |
| 20/30 hp | 1905        | 4 Reihe  | 4905 cm³  | 3353 mm      |
| 35/45 hp | 1905        | 4 Reihe  | 7755 cm³  | 3353 mm      |
| 60 hp    | 1905        | 8 V      | 9428 cm³  |              |
| 90 hp    | 1905        | 8 V      | 15934 cm³ | 2845 mm      |
| 8 hp     | 1906        | 3 Reihe  | 1225 cm³  |              |
| 10/12 hp | 1906        | 4 Reihe  | 2043 cm³  | 2261 mm      |
| 12/16 hp | 1906–1907   | 4 Reihe  | 2489 cm³  | 2667 mm      |
| 14 hp    | 1906–1907   | 4 Reihe  | 1948 cm³  |              |
| 15/18 hp | 1906        | 4 Reihe  | 4904 cm³  |              |
| 18/22 hp | 1906–1907   | 4 Reihe  | 3324 cm³  | 3086 mm      |
| 30 hp    | 1906        | 4 Reihe  | 7755 cm³  |              |
| 70/90 hp | 1906        | 8 Reihe  | 15511 cm³ | 4267 mm      |
| 18/22 hp | 1907        | 4 Reihe  | 3378 cm³  | 3086 mm      |
| 24/32 hp | 1907        | 4 Reihe  | 4777 cm³  | 3353 mm      |